# Будкі-Росош
Будкі-Росош (пол. Budki-Rososz) — село в Польщі, у гміні Рики Рицького повіту Люблінського воєводства.
Населення — 211 осіб (2011).

## Демографія
Демографічна структура станом на 31 березня 2011 року:
|          | Загалом | Допрацездатний вік | Працездатний вік | Постпрацездатний вік |
| -------- | ------- | ------------------ | ---------------- | -------------------- |
| Чоловіки | 110     | 25                 | 78               | 7                    |
| Жінки    | 101     | 20                 | 66               | 15                   |
| Разом    | 211     | 45                 | 144              | 22                   |